# Ізабелла Ленцька
Ізабелла Ленцька (пол. Izabela Łęcka) — вигадана постать із повісті Болеслава Пруса «Лялька».

## Характеристика

### Зовнішність
Героїня повісті Б.Пруса була молодою і вродивою особою.
|  | Зріст більш ніж середній, дуже гарна фігура, буйне біле волосся з попільним відтінком, простий ніс, губи трохи відхилені, перлові зуби, руки і стопи модельні |

Красу вважала за один з найбільших своїх атрибутів.

### Походження
Народилася в аристократичній родині, у якої на час твору великі фінансові труднощі.

### Стосунок до довготривалих зв'язків
Її батько, Томаш Ленцкі розумів, що єдиним способом врятувати майно його родини є одруження його доньки з багатою особою, такою як Станіслав Вокульскі. Вона не була готовою до таких жертв, гралася з чоловіками, шукала свій ідеал.
|  | Тож навколо панни Леньцкої почали збиратися чоловіки, а на столику в гостьвій візитки |

### Стиль життя
Героїня звикла до марнотратного стилю життя, що пов'язане з великими витратами, на які після банкрутства батька вона не може собі позволити. Була відома з подорожей по Європі та прийомів у королівських салонах.
|  | Спала на пухах, одягалася у шовк, пила з кришталю, їла з сребра і порцеляни дорогої як золото. |

Не шанувала людей, які тяжко працювали. Вважала, що праця не для аристократів.

## Думки критиків
Ленцьку вважають femme fatale, яка не розуміє, як кривдить людей, що ії оточують. Оцінювана зажди однозначно, бо мала можливість вибору, але не скористалася ним.

## На екрані
- Беата Тишкевич — фільм (1968)
- Малгожата Браунек — серіал (1977)